# Bernardino Realino

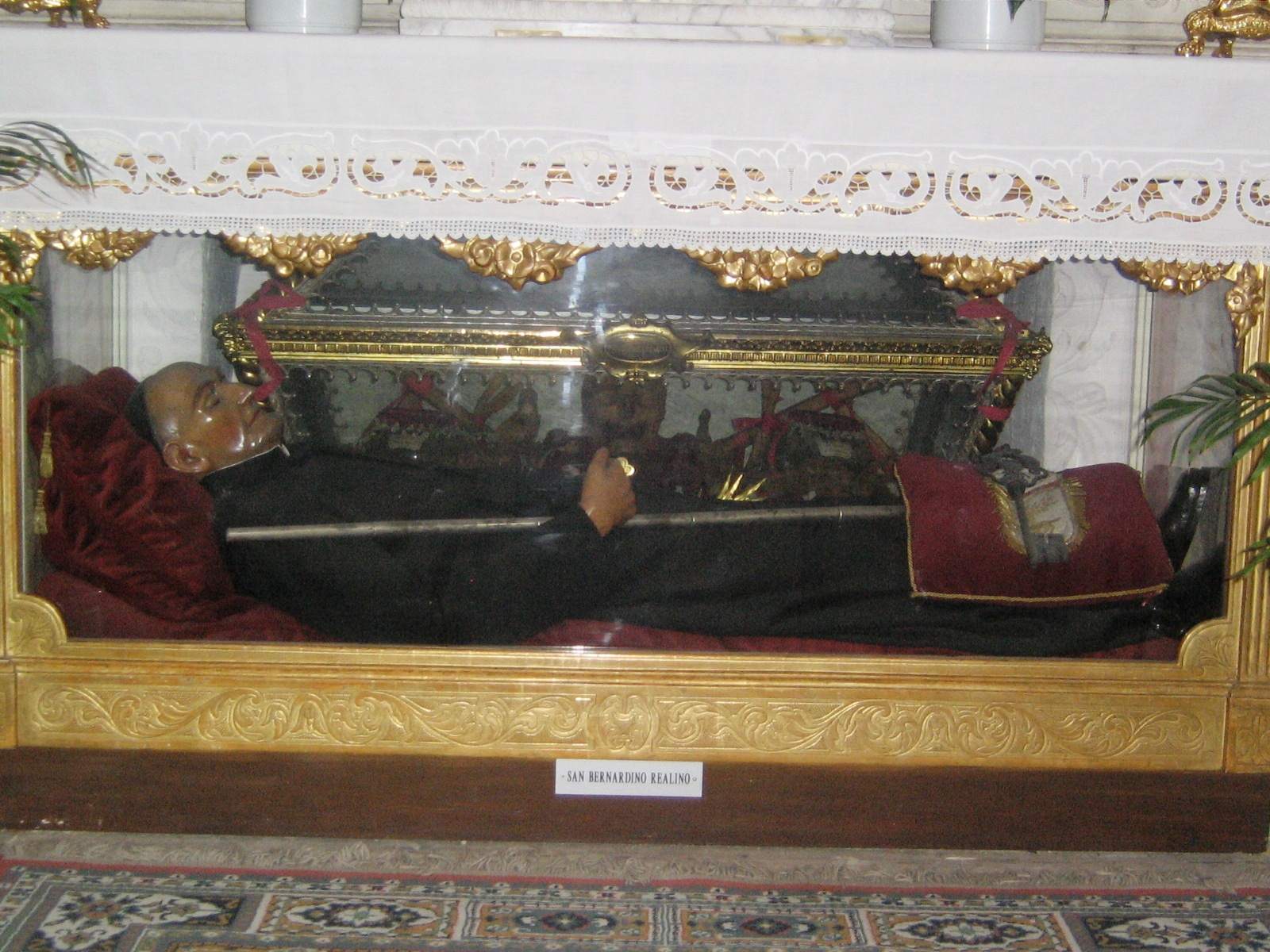
Leichnam des Heiligen in Lecce

Bernardino Realino (* 1. Dezember 1530 in Carpi, Italien; † 2. Juli 1616 in Lecce, Italien) war ein italienischer Bürgermeister, Jesuit und Priester. Er wird in der katholischen Kirche als Heiliger verehrt.

## Leben
Bernardino Realino war Staatsanwalt und Bürgermeister in seiner Heimatstadt Carpi. Aufgrund einer Marienerscheinung schloss er sich 34-jährig dem Jesuitenorden an. 1567 empfing er die Priesterweihe und wirkte ab 1574 als äußerst beliebter Prediger, Beichtvater und Seelsorger mit großen Erfolgen bei der Bevölkerung von Apulien. Bernhardin wurde von Papst Leo XIII. 1895 selig- und von Papst Pius XII. 1947 heiliggesprochen. Er ist Patron von Lecce. Sein Gedenktag in der Liturgie ist der 2. Juli.